# Håkan Lindquist
Pour les articles homonymes, voir Lindquist.
Håkan Lindquist est un écrivain suédois né à Oskarshamn le 28 mars 1958 et mort le 15 décembre 2022 à Stockholm.

## Biographie
Håkan Lindquist commence sa carrière d'écrivain en 1993 avec Min bror och hans bror (publié en France sous le titre Mon frère et son frère, Gaïa Éditions, 2002), le récit d'un adolescent, Jonas, tentant de retracer la vie sentimentale de son frère Paul disparu avant sa naissance. Cette œuvre a été traduite en onze langues, et l'édition française a obtenu le « Prix littéraire de la Bordelaise de lunetterie ».
Le troisième roman de l'écrivain, De collectionner les timbres, est également publié en France (Gaïa Éditions, 2004).
Håkan Lindquist collabore également avec articles et critiques à diverses publications scandinaves, et a publié un certain nombre de nouvelles en Suède, France, Finlande, Islande, Hongrie et aux États-Unis. Il est aussi l'auteur du livret de l'opéra William (musique du compositeur B. Tommy Andersson), qui évoque la relation sentimentale (supposée) entre William Shakespeare et Christopher Marlowe. William a été représenté pour la première fois au château de Vadstena en juillet 2006.

## Romans
- 1993 - (sv) Min bror och hans bror. Publié en France sous le titre Mon frère et son frère (Gaïa Éditions, 2002)  (ISBN 978-2-910030-96-4)
- 1996 - (sv) Dröm att leva. Non traduit en français.
- 2003 - (sv) Om att samla frimärken (Kabusa Böcker). Publié en France sous le titre De collectionner les timbres (Gaïa Éditions, 2004)  (ISBN 978-2-84720-030-0)
- 2006 - (sv) I ett annat land (Kabusa Böcker). Non traduit en français.
- 2010 - (sv + fr) Trois nouvelles au bord de l'eau (MEET). Édition bilingue français-suédois.  (ISBN 978-2-911686-69-6)
- 2011 - (sv) Regn och åska (Kabusa Böcker). Non traduit en français.
- 2013 - (sv) Tre dagar och två nätter (Telegram). Non traduit en français.